# Chevrolet Detroit Grand Prix 2021
De Chevrolet Detroit Grand Prix 2021 (officieel bekend als de Chevrolet Indy Detroit Grand Prix presented by Lear Corporation 2021) was een tweetal motorraces gehouden op 12 juni 2021 en 13 juni 2021 op Belle Isle Park in Detroit, Michigan. Het waren de zevende en achtste races van de IndyCar Series 2021.
Marcus Ericsson won de eerste race voor Chip Ganassi Racing en scoorde daarmee zijn eerste carrièreoverwinning in zijn derde seizoen en werd daarmee de 7e verschillende winnaar in de eerste 7 races. Rinus VeeKay van Ed Carpenter Racing eindigde als tweede en Patricio O'Ward completeerde de podiumplaatsen als derde.
Patricio O'Ward won de tweede race voor Arrow McLaren SP, zijn tweede overwinning van het seizoen en van zijn carrière. Team Penske's Josef Newgarden eindigde als tweede, met Álex Palou als derde op het podium.

## Race 1

### Inschrijvingen
Er hebben zich 25 coureurs ingeschreven, waaronder IndyCar Series-debutanten Jimmie Johnson (Chip Ganassi Racing), Romain Grosjean (Dale Coyne Racing with Rick Ware Racing), en Scott McLaughlin (Team Penske).
W = eerdere winnaar
R = rookie
| No.   | Coureur              | Team                                    | Motor     |
| ----- | -------------------- | --------------------------------------- | --------- |
| 2     | Josef Newgarden W    | Team Penske                             | Chevrolet |
| 3     | Scott McLaughlin R   | Team Penske                             | Chevrolet |
| 4     | Dalton Kellett       | A. J. Foyt Enterprises                  | Chevrolet |
| 5     | Patricio O'Ward      | Arrow McLaren SP                        | Chevrolet |
| 7     | Felix Rosenqvist     | Arrow McLaren SP                        | Chevrolet |
| 8     | Marcus Ericsson      | Chip Ganassi Racing                     | Honda     |
| 9     | Scott Dixon W        | Chip Ganassi Racing                     | Honda     |
| 10    | Álex Palou           | Chip Ganassi Racing                     | Honda     |
| 12    | Will Power W         | Team Penske                             | Chevrolet |
| 14    | Sébastien Bourdais W | A. J. Foyt Enterprises                  | Chevrolet |
| 15    | Graham Rahal W       | Rahal Letterman Lanigan Racing          | Honda     |
| 18    | Ed Jones             | Dale Coyne Racing with Vasser-Sullivan  | Honda     |
| 20    | Conor Daly           | Ed Carpenter Racing                     | Chevrolet |
| 21    | Rinus VeeKay         | Ed Carpenter Racing                     | Chevrolet |
| 22    | Simon Pagenaud W     | Team Penske                             | Chevrolet |
| 26    | Colton Herta         | Andretti Autosport                      | Honda     |
| 27    | Alexander Rossi      | Andretti Autosport                      | Honda     |
| 28    | Ryan Hunter-Reay W   | Andretti Autosport                      | Honda     |
| 29    | James Hinchcliffe    | Andretti Steinbrenner Autosport         | Honda     |
| 30    | Takuma Sato          | Rahal Letterman Lanigan Racing          | Honda     |
| 45    | Santino Ferrucci     | Rahal Letterman Lanigan Racing          | Honda     |
| 48    | Jimmie Johnson R     | Chip Ganassi Racing                     | Honda     |
| 51    | Romain Grosjean R    | Dale Coyne Racing with Rick Ware Racing | Honda     |
| 59    | Max Chilton          | Carlin                                  | Chevrolet |
| 60    | Jack Harvey          | Meyer Shank Racing                      | Honda     |
| Bron: |                      |                                         |           |

### Classificatie

#### Training
De training vond plaats om 17.00 uur ET op 17 april 2021. Will Power ging het snelst in de training van het seizoen met een tijd van 01:17.2768, voor Sébastien Bourdais en Patricio O'Ward op respectievelijk de tweede en derde plaats.
| Pos.  | No. | Coureur              | Team                   | Motor     | Tijd       |
| ----- | --- | -------------------- | ---------------------- | --------- | ---------- |
| 1     | 12  | Will Power W         | Team Penske            | Chevrolet | 01:17.2768 |
| 2     | 14  | Sébastien Bourdais W | A. J. Foyt Enterprises | Chevrolet | 01:17.4291 |
| 3     | 5   | Patricio O'Ward      | Arrow McLaren SP       | Chevrolet | 01:17.5143 |
| Bron: |     |                      |                        |           |            |

#### Kwalificatie
De kwalificatie vond plaats om 11.10 uur ET op 12 juni 2021.
| Pos.  | No. | Coureur              | Team                                    | Motor     | Tijd       | Tijd       | Tijd       | Grid |
| Pos.  | No. | Coureur              | Team                                    | Motor     | Ronde 1    | Ronde 1    | Ronde 2    | Grid |
| Pos.  | No. | Coureur              | Team                                    | Motor     | Groep 1    | Groep 2    | Ronde 2    | Grid |
| ----- | --- | -------------------- | --------------------------------------- | --------- | ---------- | ---------- | ---------- | ---- |
| 1     | 5   | Patricio O'Ward      | Arrow McLaren SP                        | Chevrolet | 01:16.8406 | N/A        | 01:15.5776 | 1    |
| 2     | 27  | Alexander Rossi      | Andretti Autosport                      | Honda     | 01:15.8507 | N/A        | 01:15.6584 | 2    |
| 3     | 51  | Romain Grosjean R    | Dale Coyne Racing with Rick Ware Racing | Honda     | 01:16.6715 | N/A        | 01:15.7433 | 3    |
| 4     | 18  | Ed Jones             | Dale Coyne Racing with Vasser-Sullivan  | Honda     | N/A        | 01:15.8696 | 01:15.8119 | 4    |
| 5     | 2   | Josef Newgarden W    | Team Penske                             | Chevrolet | N/A        | 01:15.6606 | 01:15.6606 | 5    |
| 6     | 26  | Colton Herta         | Andretti Autosport                      | Honda     | N/A        | 01:15.8439 | 01:16.0832 | 6    |
| 7     | 12  | Will Power W         | Team Penske                             | Chevrolet | 01:17.0343 | N/A        | 01:16.0877 | 7    |
| 8     | 28  | Ryan Hunter-Reay W   | Andretti Autosport                      | Honda     | N/A        | 01:16.1328 | 01:16.1293 | 8    |
| 9     | 22  | Simon Pagenaud W     | Team Penske                             | Chevrolet | 01:16.9636 | N/A        | 01:16.6606 | 9    |
| 10    | 14  | Sébastien Bourdais W | A. J. Foyt Enterprises                  | Chevrolet | N/A        | 01:16.1339 | 01:17.4333 | 10   |
| 11    | 9   | Scott Dixon W        | Chip Ganassi Racing                     | Honda     | N/A        | 01:16.3151 | 01:17.8680 | 11   |
| 12    | 21  | Rinus VeeKay         | Ed Carpenter Racing                     | Chevrolet | 01:16.8172 | N/A        | 01:17.8776 | 12   |
| 13    | 29  | James Hinchcliffe    | Andretti Steinbrenner Autosport         | Honda     | 01:17.0691 | N/A        | N/A        | 13   |
| 14    | 7   | Felix Rosenqvist     | Arrow McLaren SP                        | Chevrolet | N/A        | 01:16.4620 | N/A        | 14   |
| 15    | 8   | Marcus Ericsson      | Chip Ganassi Racing                     | Honda     | 01:17.1579 | N/A        | N/A        | 15   |
| 16    | 20  | Takuma Sato          | Rahal Letterman Lanigan Racing          | Honda     | N/A        | 01:16.4713 | N/A        | 16   |
| 17    | 20  | Conor Daly           | Ed Carpenter Racing                     | Chevrolet | 01:17.2904 | N/A        | N/A        | 17   |
| 18    | 59  | Max Chilton          | Carlin                                  | Chevrolet | N/A        | 01:16.6093 | N/A        | 18   |
| 19    | 60  | Jack Harvey          | Meyer Shank Racing                      | Honda     | 01:17.4180 | N/A        | N/A        | 19   |
| 20    | 15  | Graham Rahal W       | Rahal Letterman Lanigan Racing          | Honda     | N/A        | 01:16.6694 | N/A        | 20   |
| 21    | 10  | Álex Palou           | Chip Ganassi Racing                     | Honda     | 01:17.5190 | N/A        | N/A        | 21   |
| 22    | 45  | Santino Ferrucci     | Rahal Letterman Lanigan Racing          | Honda     | N/A        | 01:16.6880 | N/A        | 22   |
| 23    | 48  | Jimmie Johnson R     | Chip Ganassi Racing                     | Honda     | 01:19.0944 | N/A        | N/A        | 22   |
| 24    | 3   | Scott McLaughlin R   | Team Penske                             | Honda     | N/A        | 01:17.5569 | N/A        | 24   |
| 25    | 4   | Dalton Kellett       | A. J. Foyt Enterprises                  | Chevrolet | N/A        | 01:19.6697 | N/A        | 25   |
| Bron: |     |                      |                                         |           |            |            |            |      |

- Vetgedrukte tekst geeft de snelste tijd in de sessie aan.

#### Race
| Pos.                                                              | No. | Coureur              | Team                                    | Motor     | Rondes | Tijd          | Pit stops | Grid | Geleide ronden | Pts. |
| ----------------------------------------------------------------- | --- | -------------------- | --------------------------------------- | --------- | ------ | ------------- | --------- | ---- | -------------- | ---- |
| 1                                                                 | 8   | Marcus Ericsson      | Chip Ganassi Racing                     | Honda     | 70     | 01:45:33.1123 | 4         | 15   | 5              | 51   |
| 2                                                                 | 21  | Rinus VeeKay         | Ed Carpenter Racing                     | Chevrolet | 70     | +1.7290       | 5         | 12   |                | 40   |
| 3                                                                 | 5   | Patricio O'Ward      | Arrow McLaren SP                        | Chevrolet | 70     | +1.9105       | 4         | 5    | 3              | 32   |
| 4                                                                 | 30  | Takuma Sato          | Rahal Letterman Lanigan Racing          | Honda     | 70     | +8.1688       | 4         | 16   |                | 32   |
| 5                                                                 | 15  | Graham Rahal W       | Rahal Letterman Lanigan Racing          | Honda     | 70     | +9.4645       | 4         | 20   | 4              | 31   |
| 6                                                                 | 45  | Santino Ferrucci     | Rahal Letterman Lanigan Racing          | Honda     | 70     | +9.5670       | 4         | 21   |                | 28   |
| 7                                                                 | 27  | Alexander Rossi      | Andretti Autosport                      | Honda     | 70     | +10.3406      | 5         | 2    | 2              | 27   |
| 8                                                                 | 9   | Scott Dixon W        | Chip Ganassi Racing                     | Honda     | 70     | +10.8956      | 4         | 11   | 16             | 25   |
| 9                                                                 | 18  | Ed Jones             | Dale Coyne Racing with Vasser-Sullivan  | Honda     | 70     | +11.9428      | 4         | 4    | 2              | 23   |
| 10                                                                | 2   | Josef Newgarden W    | Team Penske                             | Chevrolet | 70     | +12.5061      | 6         | 5    |                | 20   |
| 11                                                                | 14  | Sébastien Bourdais W | A. J. Foyt Enterprises                  | Chevrolet | 70     | +13.5792      | 5         | 10   |                | 19   |
| 12                                                                | 22  | Simon Pagenaud W     | Team Penske                             | Chevrolet | 70     | +13.8274      | 4         | 9    |                | 18   |
| 13                                                                | 20  | Conor Daly           | Ed Carpenter Racing                     | Chevrolet | 70     | +14.7925      | 5         | 17   |                | 17   |
| 14                                                                | 26  | Colton Herta         | Andretti Autosport                      | Honda     | 70     | +16.0887      | 5         | 6    |                | 16   |
| 15                                                                | 10  | Álex Palou           | Chip Ganassi Racing                     | Honda     | 70     | +17.2534      | 4         | 10   |                | 15   |
| 16                                                                | 60  | Jack Harvey          | Meyer Shank Racing                      | Honda     | 70     | +18.2898      | 5         | 19   |                | 14   |
| 17                                                                | 29  | James Hinchcliffe    | Andretti Steinbrenner Autosport         | Honda     | 70     | +19.0114      | 4         | 13   |                | 13   |
| 18                                                                | 4   | Dalton Kellett       | A. J. Foyt Enterprises                  | Chevrolet | 69     | +1 ronde      | 4         | 24   |                | 12   |
| 19                                                                | 3   | Scott McLaughlin R   | Team Penske                             | Chevrolet | 67     | +3 rondes     | 8         | 23   |                | 11   |
| 20                                                                | 12  | Will Power W         | Team Penske                             | Chevrolet | 67     | +3 rondes     | 10        | 7    | 37             | 13   |
| 21                                                                | 28  | Ryan Hunter-Reay W   | Andretti Autosport                      | Honda     | 65     | +5 rondes     | 6         | 8    |                | 9    |
| 22                                                                | 59  | Max Chilton          | Carlin                                  | Chevrolet | 65     | +5 rondes     | 5         | 18   |                | 5    |
| 23                                                                | 51  | Romain Grosjean R    | Dale Coyne Racing with Rick Ware Racing | Honda     | 63     | Contact       | 5         | 14   | 2              | 8    |
| 24                                                                | 48  | Jimmie Johnson R     | Chip Ganassi Racing                     | Honda     | 49     | Mechanisch    | 4         | 22   |                | 6    |
| 25                                                                | 7   | Felix Rosenqvist     | Arrow McLaren SP                        | Chevrolet | 7      | Contact       | 1         | 14   |                | 5    |
| Snelste ronde: Josef Newgarden (Team Penske) – 76.6433 (ronde 56) |     |                      |                                         |           |        |               |           |      |                |      |
| Bron:                                                             |     |                      |                                         |           |        |               |           |      |                |      |

### Tussenstanden kampioenschap
| Pos. | Coureur         | Punten |
| ---- | --------------- | ------ |
| 1.   | Álex Palou      | 263    |
| 2.   | Patricio O'Ward | 248    |
| 3.   | Scott Dixon     | 237    |
| 4.   | Rinus VeeKay    | 231    |
| 5.   | Simon Pagenaud  | 219    |

| Pos. | Team      | Punten |
| 1.   | Honda     | 576    |
| 2.   | Chevrolet | 556    |

## Race 2

### Inschrijvingen
Arrow McLaren SP-coureur Felix Rosenqvist raakte in race 1 geblesseerd, en Oliver Askew verving hem in race 2.
W = eerdere winnaar
R = rookie
| No.   | Coureur              | Team                                    | Motor     |
| ----- | -------------------- | --------------------------------------- | --------- |
| 2     | Josef Newgarden W    | Team Penske                             | Chevrolet |
| 3     | Scott McLaughlin R   | Team Penske                             | Chevrolet |
| 4     | Dalton Kellett       | A. J. Foyt Enterprises                  | Chevrolet |
| 5     | Patricio O'Ward      | Arrow McLaren SP                        | Chevrolet |
| 7     | Oliver Askew         | Arrow McLaren SP                        | Chevrolet |
| 8     | Marcus Ericsson W    | Chip Ganassi Racing                     | Honda     |
| 9     | Scott Dixon W        | Chip Ganassi Racing                     | Honda     |
| 10    | Álex Palou           | Chip Ganassi Racing                     | Honda     |
| 12    | Will Power W         | Team Penske                             | Chevrolet |
| 14    | Sébastien Bourdais W | A. J. Foyt Enterprises                  | Chevrolet |
| 15    | Graham Rahal W       | Rahal Letterman Lanigan Racing          | Honda     |
| 18    | Ed Jones             | Dale Coyne Racing with Vasser-Sullivan  | Honda     |
| 20    | Conor Daly           | Ed Carpenter Racing                     | Chevrolet |
| 21    | Rinus VeeKay         | Ed Carpenter Racing                     | Chevrolet |
| 22    | Simon Pagenaud W     | Team Penske                             | Chevrolet |
| 26    | Colton Herta         | Andretti Autosport                      | Honda     |
| 27    | Alexander Rossi      | Andretti Autosport                      | Honda     |
| 28    | Ryan Hunter-Reay W   | Andretti Autosport                      | Honda     |
| 29    | James Hinchcliffe    | Andretti Steinbrenner Autosport         | Honda     |
| 30    | Takuma Sato          | Rahal Letterman Lanigan Racing          | Honda     |
| 45    | Santino Ferrucci     | Rahal Letterman Lanigan Racing          | Honda     |
| 48    | Jimmie Johnson R     | Chip Ganassi Racing                     | Honda     |
| 51    | Romain Grosjean R    | Dale Coyne Racing with Rick Ware Racing | Honda     |
| 59    | Max Chilton          | Carlin                                  | Chevrolet |
| 60    | Jack Harvey          | Meyer Shank Racing                      | Honda     |
| Bron: |                      |                                         |           |

### Classificatie

#### Kwalificatie
De kwalificatie vond plaats om 09:00 ET op 13 juni 2021.
| Pos.  | No. | Coureur              | Team                                    | Motor     | Tijd       | Tijd       | Tijd       | Grid |
| Pos.  | No. | Coureur              | Team                                    | Motor     | Ronde 1    | Ronde 1    | Ronde 2    | Grid |
| Pos.  | No. | Coureur              | Team                                    | Motor     | Groep 1    | Groep 2    | Ronde 2    | Grid |
| ----- | --- | -------------------- | --------------------------------------- | --------- | ---------- | ---------- | ---------- | ---- |
| 1     | 2   | Josef Newgarden W    | Team Penske                             | Chevrolet | 01:16.3648 | N/A        | 01:14.1094 | 1    |
| 2     | 26  | Colton Herta         | Andretti Autosport                      | Honda     | 01:16.0809 | N/A        | 01:14.4300 | 2    |
| 3     | 21  | Rinus VeeKay         | Ed Carpenter Racing                     | Chevrolet | N/A        | 01:15.5845 | 01:14.8180 | 3    |
| 4     | 10  | Álex Palou           | Chip Ganassi Racing                     | Honda     | N/A        | 01:15.8313 | 01:14.8432 | 4    |
| 5     | 51  | Romain Grosjean R    | Dale Coyne Racing with Rick Ware Racing | Honda     | N/A        | 01:15.6609 | 01:14.9060 | 5    |
| 6     | 9   | Scott Dixon W        | Chip Ganassi Racing                     | Honda     | 01:16.2311 | N/A        | 01:14.9231 | 6    |
| 7     | 27  | Alexander Rossi      | Andretti Autosport                      | Honda     | N/A        | 01:15.4664 | 01:15.3524 | 7    |
| 8     | 20  | Conor Daly           | Ed Carpenter Racing                     | Chevrolet | N/A        | 01:15.7563 | 01:15.4162 | 8    |
| 9     | 15  | Graham Rahal W       | Rahal Letterman Lanigan Racing          | Honda     | 01:16.1965 | N/A        | 01:15.4187 | 9    |
| 10    | 22  | Simon Pagenaud W     | Team Penske                             | Chevrolet | N/A        | 01:15.6949 | 01:15.5294 | 10   |
| 11    | 18  | Ed Jones             | Dale Coyne Racing with Vasser–Sullivan  | Honda     | 01:16.5380 | N/A        | 01:15.9478 | 11   |
| 12    | 45  | Santino Ferrucci     | Rahal Letterman Racing                  | Honda     | 01:16.4188 | N/A        | 01:16.1146 | 12   |
| 13    | 14  | Sébastien Bourdais W | A. J. Foyt Enterprises                  | Chevrolet | 01:16.5387 | N/A        | N/A        | 13   |
| 14    | 29  | James Hinchcliffe    | Andretti Steinbrenner Autosport         | Honda     | N/A        | 01:15.9533 | N/A        | 14   |
| 15    | 59  | Max Chilton          | Carlin                                  | Chevrolet | 01:16.6085 | N/A        | N/A        | 15   |
| 16    | 5   | Patricio O'Ward      | Arrow McLaren SP                        | Chevrolet | N/A        | 01:16.0805 | N/A        | 16   |
| 17    | 29  | Ryan Hunter-Reay W   | Ed Carpenter Racing                     | Chevrolet | 01:16.6456 | N/A        | N/A        | 17   |
| 18    | 60  | Jack Harvey          | Meyer Shank Racing                      | Honda     | N/A        | 01:16.1356 | N/A        | 18   |
| 19    | 30  | Takuma Sato          | Rahal Letterman Lanigan Racing          | Honda     | 01:16.8947 | N/A        | N/A        | 19   |
| 20    | 12  | Will Power W         | Team Penske                             | Chevrolet | N/A        | 01:16.4386 | N/A        | 20   |
| 21    | 3   | Scott McLaughlin R   | Team Penske                             | Chevrolet | 01:17.1815 | N/A        | N/A        | 21   |
| 22    | 8   | Marcus Ericsson W    | Chip Ganassi Racing                     | Honda     | N/A        | 01:16.5514 | N/A        | 22   |
| 23    | 7   | Oliver Askew         | Arrow McLaren SP                        | Chevrolet | 01:19.1486 | N/A        | N/A        | 22   |
| 24    | 4   | Dalton Kellett       | A. J. Foyt Enterprises                  | Chevrolet | N/A        | 01:16.5805 | N/A        | 24   |
| 25    | 48  | Jimmie Johnson R     | Chip Ganassi Racing                     | Honda     | N/A        | 01:17.9838 | N/A        | 25   |
| Bron: |     |                      |                                         |           |            |            |            |      |

- Vetgedrukte tekst geeft de snelste tijd in de sessie aan.

#### Race
De race begon om 12.00 ET op 13 juni 2021.
| Pos.                                                                  | No. | Coureur              | Team                                    | Motor     | Rondes | Tijd          | Pit stops | Grid | Geleide ronden | Pts. |
| --------------------------------------------------------------------- | --- | -------------------- | --------------------------------------- | --------- | ------ | ------------- | --------- | ---- | -------------- | ---- |
| 1                                                                     | 5   | Patricio O'Ward      | Arrow McLaren SP                        | Chevrolet | 70     | 01:41:30.8814 | 2         | 16   | 3              | 51   |
| 2                                                                     | 2   | Josef Newgarden W    | Team Penske                             | Chevrolet | 70     | +6.7595       | 2         | 1    | 67             | 44   |
| 3                                                                     | 10  | Álex Palou           | Chip Ganassi Racing                     | Honda     | 70     | +6.9392       | 2         | 4    |                | 35   |
| 4                                                                     | 26  | Colton Herta         | Andretti Autosport                      | Honda     | 70     | +7.0558       | 2         | 2    |                | 32   |
| 5                                                                     | 15  | Graham Rahal W       | Rahal Letterman Lanigan Racing          | Honda     | 70     | +7.6952       | 2         | 9    |                | 30   |
| 6                                                                     | 12  | Will Power W         | Team Penske                             | Chevrolet | 70     | +8.4418       | 2         | 20   |                | 28   |
| 7                                                                     | 9   | Scott Dixon W        | Chip Ganassi Racing                     | Honda     | 70     | +8.8324       | 6         | 2    |                | 26   |
| 8                                                                     | 22  | Simon Pagenaud W     | Team Penske                             | Chevrolet | 70     | +9.0641       | 2         | 10   |                | 24   |
| 9                                                                     | 8   | Marcus Ericsson W    | Chip Ganassi Racing                     | Honda     | 70     | +9.5248       | 3         | 22   |                | 22   |
| 10                                                                    | 45  | Santino Ferrucci     | Rahal Letterman Lanigan Racing          | Honda     | 70     | +10.6860      | 2         | 12   |                | 20   |
| 11                                                                    | 28  | Ryan Hunter-Reay W   | Andretti Autosport                      | Honda     | 70     | +10.9852      | 2         | 17   |                | 19   |
| 12                                                                    | 30  | Takuma Sato          | Rahal Letterman Lanigan Racing          | Honda     | 70     | +11.5761      | 3         | 19   |                | 18   |
| 13                                                                    | 27  | Alexander Rossi      | Andretti Autosport                      | Honda     | 70     | +14.2097      | 2         | 7    |                | 17   |
| 14                                                                    | 29  | James Hinchcliffe    | Andretti Steinbrenner Autosport         | Honda     | 70     | +14.9968      | 2         | 14   |                | 16   |
| 15                                                                    | 20  | Conor Daly           | Ed Carpenter Racing                     | Chevrolet | 70     | +15.1529      | 3         | 8    |                | 15   |
| 16                                                                    | 14  | Sébastien Bourdais W | A. J. Foyt Enterprises                  | Chevrolet | 70     | +15.2726      | 3         | 13   |                | 14   |
| 17                                                                    | 18  | Ed Jones             | Dale Coyne Racing with Vasser–Sullivan  | Honda     | 70     | +16.1183      | 3         | 11   |                | 13   |
| 18                                                                    | 21  | Rinus VeeKay         | Ed Carpenter Racing                     | Chevrolet | 70     | +16.8545      | 4         | 3    |                | 12   |
| 19                                                                    | 60  | Jack Harvey          | Meyer Shank Racing                      | Honda     | 69     | +1 ronde      | 5         | 18   |                | 11   |
| 20                                                                    | 3   | Scott McLaughlin R   | Team Penske                             | Chevrolet | 69     | +1 ronde      | 4         | 21   |                | 10   |
| 21                                                                    | 48  | Jimmie Johnson R     | Chip Ganassi Racing                     | Honda     | 69     | +1 ronde      | 3         | 25   |                | 9    |
| 22                                                                    | 59  | Max Chilton          | Carlin                                  | Chevrolet | 68     | +2 rondes     | 5         | 15   |                | 8    |
| 23                                                                    | 4   | Dalton Kellett       | A. J. Foyt Enterprises                  | Chevrolet | 61     | +9 rondes     | 3         | 24   |                | 7    |
| 24                                                                    | 51  | Romain Grosjean R    | Dale Coyne Racing with Rick Ware Racing | Honda     | 57     | Mechanisch    | 4         | 5    |                | 6    |
| 25                                                                    | 7   | Oliver Askew         | Arrow McLaren SP                        | Chevrolet | 46     | Mechanisch    | 4         | 23   |                | 5    |
| Snelste ronde: Colton Herta (Andretti Autosport) – 76.3434 (ronde 26) |     |                      |                                         |           |        |               |           |      |                |      |
| Bron:                                                                 |     |                      |                                         |           |        |               |           |      |                |      |

### Tussenstanden kampioenschap
| Pos. | Coureur         | Punten |
| ---- | --------------- | ------ |
| 1.   | Patricio O'Ward | 299    |
| 2.   | Álex Palou      | 298    |
| 3.   | Scott Dixon     | 263    |
| 4.   | Josef Newgarden | 248    |
| 5.   | Rinus VeeKay    | 243    |

| Pos. | Team      | Punten |
| 1.   | Honda     | 652    |
| 2.   | Chevrolet | 643    |